# Amorphophallus gigas
Amorphophallus gigas is een plantensoort uit de aronskelkfamilie (Araceae) die endemisch is in de tropische wouden van Sumatra. De plant produceert een gigantische bloeiwijze, maar bloeit kort en wordt zelden bloeiend aangetroffen. Met hun geur lokken de aasbloemen bestuivende insecten.

## Bloei
Die bloeiwijze, bestaat uit een donker gekleurd schutblad met daarin de bloeikolf. Onderaan deze kolf bevinden zich vrouwelijke en mannelijke bloempjes. De vrouwelijke bloempjes bloeien het eerst en produceren hiermee een lijkengeur die aasvliegen aantrekt. Om deze geur te versterken warmt de kolf op tot ongeveer 30 graden, wat voor de vliegen ook de indruk versterkt dat hier aas te vinden is. Na 24 uur sluiten de vrouwelijke bloempjes en bloeien de mannelijke bloempjes. Doordat deze zonder geur bloeien vertrekken de vliegen, waarbij ze met stuifmeel overdekt raken, zodat ze andere exemplaren van A. gigas kunnen bestuiven. Nog eens 24 uur later is de plant uitgebloeid.

## Benamingen
De wetenschappelijke naam betekent letterlijk vormloze, reusachtige fallus. De plant wordt wel aangeduid als penisplant, reuzenpenisplant en reuzenaronskelk. Deze laatste naam wordt ook gebruikt voor de reuzenaronskelk (Amorphophallus titanum).